# Darvis Patton
Darvis Darell Patton (Dallas, 4 december 1977) is een Amerikaanse voormalige sprinter, die zich had toegelegd op de 100 en 200 m. Zijn grootste successen behaalde hij als estafetteloper. Hij werd tweemaal wereldkampioen op de 4 × 100 m estafette en behaalde een zilveren medaille op de Olympische Spelen in deze discipline. Met een persoonlijk record van 8,12 m was hij ook een goed verspringer.

## Biografie
Darvis Patton was in zijn jeugd een veelzijdig atleet. Hij deed tijdens zijn studietijd wedstrijden in ver- en hoogspringen. Later specialiseerde hij zich als sprinter.
Het grootste succes van zijn sportcarrière behaalde Patton op de wereldkampioenschappen van 2003 in Parijs. Met zijn teamgenoten John Capel, Bernard Williams en Joshua J. Johnson veroverde hij een gouden medaille op de 4 × 100 m estafette. Op de 200 m eindigde hij vlak achter zijn landgenoot John Capel. Met een tijd van 20,31 s kwam hij een honderdste van een seconde te kort voor het goud en moest hij genoegen nemen met het zilver. Het brons ging in deze wedstrijd naar de Japanner Shingo Suetsugu, die in 20,38 over de finish kwam.
Op de Olympische Spelen van 2004 in Athene hielp Patton de Amerikaanse 4 × 100 m-estafetteploeg door de kwalificatierondes heen. Hij maakte geen onderdeel uit van het estafetteteam dat een zilveren medaille won in de finale. In het jaar erop had hij te kampen met vele blessures.
Op de WK van 2007 in Osaka won hij wederom een gouden medaille op de 4 × 100 m in 37,78. Ditmaal eindigde het team, bestaande uit Wallace Spearmon, Tyson Gay, Leroy Dixon, met Darvis Patton als startloper, voor de estafetteteams uit Jamaica (zilver; 37,89) en Groot-Brittannië (brons; 37,90).
Op de Olympische Spelen van 2008 in Peking wist hij zich te plaatsen voor de finale. Hierin werd hij achtste en laatste in 10,03. Deze wedstrijd werd gewonnen door de Jamaicaan Usain Bolt met een verbetering van het wereldrecord tot 9,69. Op de 4 × 100 m estafette werd hij met zijn teamgenoten Rodney Martin, Travis Padgett en Tyson Gay uitgeschakeld wegens een wisselfout.

## Titels
- Wereldkampioen 4 × 100 m estafette - 2003, 2007
- Amerikaans kampioen 200 m - 2003

## Persoonlijke records
Outdoor
| Onderdeel   | Prestatie | Datum            | Plaats    |
| ----------- | --------- | ---------------- | --------- |
| 100 m       | 9,89 s    | 28 juni 2008     | Eugene    |
| 200 m       | 20,03 s   | 28 augustus 2003 | Parijs    |
| verspringen | 8,12 m    | 31 maart 2001    | Arlington |

Indoor
| Onderdeel   | Prestatie | Datum           | Plaats       |
| ----------- | --------- | --------------- | ------------ |
| 60 m        | 6,58 s    | 25 januari 2003 | Houston      |
| 200 m       | 20,73 s   | 10 maart 2001   | Fayetteville |
| verspringen | 7,85 m    | 3 februari 2001 | Houston      |

## Palmares

### 100 m
Kampioenschappen
- 2008: 8e OS - 10,03 s
- 2009: 8e WK - 10,34 s
- 2009:  Wereldatletiekfinale - 10,00 s

Golden League-podiumplekken
- 2003:  ISTAF – 10,17 s
- 2009:  Weltklasse Zürich – 9,95 s
- 2009:  Memorial Van Damme – 10,08 s

### 200 m
Kampioenschappen
- 2003:  WK - 20,31 s

Golden League-podiumplekken
- 2002:  Golden Gala – 20,14 s
- 2002:  Memorial Van Damme – 20,12 s
- 2003:  Meeting Gaz de France – 20,32 s

Diamond League-podiumplekken
- 2011:  Meeting Areva – 20,59 s

### 4 × 100 m estafette
- 2003:  WK - 38,06 s
- 2003: 4e Wereldatletiekfinale - 20,46 s
- 2007:  WK - 37,78 s
- 2011: DNF WK

1983 King, Gault, Smith, Lewis ·
1987 McRae, McNeill, Glance, Lewis ·
1991 Cason, Burrell, Mitchell, Lewis ·
1993 Drummond, Cason, Mitchell, Burrell ·
1995 Esmie, Gilbert, Surin, Bailey ·
1997 Esmie, Gilbert, Surin, Bailey ·
1999 Drummond, Montgomery, Lewis, Greene ·
2001 Nagel, du Plessis, Newton, Quinn ·
2003 Capel, Williams, Patton, Johnson ·
2005 Doucouré, Pognon, De Lépine, Dovy ·
2007 Patton, Spearmon, Gay, Dixon ·
2009 Mullings, Frater, Bolt, Powell ·
2011 Carter, Frater, Blake, Bolt ·
2013 Carter, Bailey-Cole, Ashmeade, Bolt ·
2015 Carter, Powell, Ashmeade, Bolt ·
2017 Ujah, Gemili, Talbot, Mitchell-Blake ·
2019 Coleman, Gatlin, Rodgers, Lyles ·
2022 Brown, Blake, Rodney, De Grasse ·
2023 Coleman, Kerley, Carnes, Lyles